# جائزة اليابان الكبرى للدراجات النارية 2005
جائزة اليابان الكبرى للدراجات النارية 2005 هو سباق دراجات نارية أقيم بتاريخ 18 سبتمبر 2005 في حلبة موتيجي. كان الجولة الثانية عشر من أصل 17 في سباق الجائزة الكبرى للدراجات النارية موسم 2005. فاز الإيطالي لوريس كابيروسي بفئة الموتو جي بي بينما جاء الإيطالي ماكس بياجي في المركز الثاني وحصل على المركز الثالث الياباني ماكوتو تامادا.

## وصلات خارجية
- الموقع الرسمي